# Аси (ТВ серија)
Аси (тур. Asi) је турска телевизијска серија, снимана од 2007. до 2009.
У Србији је 2011. и 2012. емитована на телевизији Прва.

## Синопсис
Снажна прича о љубави двоје јаких и поносних личности које у остварењу заједничке среће ометају терети прошлости.
Већ три генерације породица Козџуоглу поседује велико имање, а опстанак плантаже и фарме њихов је најважнији циљ. Власник Ихсан Козџуоглу и његова кћи Аси раде и живе за своју земљу. Много година раније Демирова тетка Сухејла и његова мајка дошле су да раде на имање породице Козџуоглу. Демирова мајка утопила се у реци Аси која тече близу имања породице Козџуоглу.
Прошле су године и Демир се враћа у свој родни град као имућни пословни човек. Још увек огорчен због околности које су његову мајку одвукле у смрт Демир среће Аси према којој одмах осети велику привлачност. Али животи породице Козџуоглу и Демирове породице испреплетени су догађајима из прошлости, а они ће бити и стална препрека у односу ово двоје младих људи. Након што се Сухејла врати у Антиохију тајне почињу лагано да долазе на видело и да потресају односе.
Демир сазнаје да је породица Козџуоглу, једна од цењенијих породица у региону, вероватно одговорна за смрт његове мајке. Одговоре зашто је његова мајка починила самоубиство, Демир је одлучио да потражи на имању Ихсана Козџуоглуа. Демир свој посао пребацује у Антохију и тамо купује имање Џемала Аге, Ихсановог таста.
У причи о новој буржоазији, љубави према земљи и Средоземљу, али и романси, у средишту је једна река која тече узводно. Њено име је Аси, као и надимак главне јунакиње Асије. Она иде супротним смером баш попут реке која, за разлику од уобичајеног тока, градом Антиохијом тече од југа према северу. Млади Демир након много година враћа се привлачан, богат и успешан у родни град. На тој земљи његова породица покопала је тајне које ће његовом и Асином животу отежавати пут до среће. Иако заљубљени, поносни и везани уз своје породице Демир и Аси су непријатељи условљени гресима својих предака.
Серија добија срећан завршетак у којем Аси и Демир се мире и венчају. Приказана је њихова брачна ноћ где Демир и Аси проводе интимне тренутке и употпуњују своју љубавну причу. Потпуно неочекивано, Демир оставља Аси у брачној постељи и пали целу кућу.
Демирова освета је испуњена, његов највећи непријатељ али и највећа љубав Аси је умрла. Више ни он нема разлога да живи.

## Карактеризација ликова
- Асије Аси Козџуоглу (Туба Бујукустун) - Асије је снажна девојка. Добила је име по баки Асије иако сви мисле да њено име потиче од реке која се зове Аси. Она је кћерка земљорадника Ихсана Козџуоглуа са којим се заједно брине о имању и за имање живи и ради. Демир који је узео хипотеку над Ихсановом фармом успева да придобије Аси да ради на његовој фарми како би одужила дугове свога оца.

- Демир Доган (Мурат Јилдирим) - Демир је богат и привлачан пословни човек који се након дуго времена враћа у свој родни град. У прошлости Демирова тета Сухејла и његова мајка биле су раднице на имању породице Козџуоглу све до велике несреће у којој се Демирова мајка утопила у реци. Након тог догађаја, Демир је живот наставио у Истанбулу. Повратком у родни град истражује мајчину смрт при чему среће Аси и у њу се и заљубљује. Али, Аси је кћерка човека којег Демир сматра одговорним за мајчину смрт…

- Ихсан Козџуоглу (Четин Текиндор) - Асијин отац Ихсан земљорадник је и власник имања које је већ генерацијама у њиховој породици. Ихсан је васпитан тако да сматра како се све треба подредити земљи, јер за њега земља значи живот.

- Сухејла (Тулај Гунал) - Некадашња лепотица на фарми сплетом животних околности израсла је у јаку и снажну жену која је очувала Демира и његову сестру Мелек. Када сазна да је њен биолошки син Аслан, Сухејла настоји да учини све како би вратила своје дете. Упркос затегнутим односима са Ихсановом породицом Сухејла је присиљена да пронађе заједнички језик с обзиром да се судбине ове две породице испреплићу.

- Керим Акбар (Џемал Хунал) - Верни Демиров пријатељ који својим хумором забавља се око себе. У браку је с Асином сестром Дефне. Ипак њихов брак пољуја Дефнин привржени однос са мајком Нериман и остатком породице. Керим се тада упусти у ванбрачну аванутру која ће му веома закомпликовати живот.

- Дефне Козџуоглу (Селма Ергеч) - Повучена Асина сестра која је превише везана за мајку Нериман. Након што се у тајности уда за Керима, Дефне се посвађа са породицом. Када њен и Керимов брак буде угрожен Дефне одлучује да се драстично промени.

- Аслан Козџуоглу (Сајгин Сојсал) - Тврдоглави Аслан увек се нађе у невољи. С обзиром да је цели живот живео у заблуди како је син сиромашног Океша, Аслан почиње да открива нови свет када сазна да му је мајка богата Сухејла. Са својим биолошким оцем Ихсаном Аслан тешко проналази заједнички језик. Упркос томе што често упада у невоље Аслан ће показати како има велико срце и да је веран својој породици.

- Мелек Доган (Елиф Сонмез) - Стидљива Мелек увек је била под заштитом свог брата Демира. Одмалена је имала проблема са руком коју је повредила када је њена мајка заједно са њом и Демиром скочила у реку Аси. Након што је успела да излечи руку у Паризу Мелек се враћа на фарму и почиње да се заљубљује у братовљевог најгорег непријатеља Алија.

- Али Ујугур (Канболат Гијуркем Арслан) - Алију је у циљу само да уништи Демирову и Асину срећу. Након што се умеша у пословне планове, Али ће учинити све у својој моћи како би уништио Асин и Демиров брак. Убрзо ће Али пронаћи Демирову слабу тачку и одлучиће да се ожени његовом сестром Мелек.

## Улоге
| Глумац:                | Улога:                    |
| ---------------------- | ------------------------- |
| Туба Бујукустун        | Асије Аси Козџуоглу       |
| Мурат Јилдирим         | Демир Доган               |
| Четин Текиндор         | Ихсан Козџуоглу           |
| Нур Сурер              | Нериман Козџуоглу         |
| Селма Ергеч            | Дефне Козџуоглу           |
| Чагла Чакар            | Асја                      |
| Џемал Хунал            | Керим Акбар               |
| Тулај Гунал            | Сухејла                   |
| Тулај Бурса            | Фатма                     |
| Асилхан Гунер          | Гонџа Козџуоглу           |
| Неџметин Чобаноглу     | Океш                      |
| Сајгин Сојсал          | Аслан Козџуоглу           |
| Ибрахим Бозгунеј       | Ариф                      |
| Онур Сајлак            | Зија                      |
| Елиф Сонмез            | Мелек Доган               |
| Кенан Бал              | Намик                     |
| Дилара Девирен         | Џејлан Козџуоглу          |
| Тунџел Кертис          | Џемал-ага                 |
| Ајча Зејнеп Ајдин      | Лејла Акбар               |
| Шахназ Чакиралп        | Сармашик                  |
| Сетенај Јенер          | Севинџ                    |
| Канболат Горкем Арслан | Али Ујгур                 |
| Емрах Елчибога         | Зафер                     |
| Мендерес Саманџилар    | Хајдар Доган              |
| Ели Манго              | Мадам                     |
| Езги Челик             | Инџи                      |
| Ремзи Еврен            | Махмут                    |
| Идил Вурал             | Сухејла (у млађим данима) |
| Елвин Ајдогду          | Џеврије                   |
| Елиф Сумбул Сарт       | Емина Доган               |
| Салахсун Хекимоглу     | Реа                       |
| Сибел Касапоглу        | Аси (као девојчица)       |